# Ruisseau des Cartes
Le ruisseau des Cartes est une rivière française qui coule dans les départements de la Sarthe (72) et du Maine-et-Loire (49). C'est un affluent du Loir en rive gauche.

## Géographie
Le ruisseau des Cartes prend sa source au sud-est de Vaulandry, une commune du Maine-et-Loire et se jette dans le Loir sur la commune de Thorée-les-Pins. Au long des 18,9 kilomètres de son cours, il reçoit les eaux de 3 autres ruisseaux: ruisseau des Buffomonts, le Gué de Bré et la Vésotière. 

## Communes traversées
Le ruisseau des Cartes traverse les communes suivantes, d'amont en aval :
- Vaulandry, Savigné-sous-le-Lude, les Cartes (hameau), Thorée-les-Pins.